# 葉蘇霖
葉蘇霖（1994年4月22日—），通常簡稱蘇霖，女，生于福建，小學時移民到澳門，藝人。學生時代已開始擔任平面模特兒，後來因為參加並成為2016年國際小姐澳門代表而正式投身幕前，同年成為澳門購物節代言人。
葉蘇霖於2017年加盟澳門創作公司「微辣Manner」成為旗下藝人，轉戰網上；同時亦開始於社交網站發佈以美妝為主題的影片，如開箱文、美妝教學、化妝品體驗等；2018年獲澳門學聯邀請，成為澳門學生形象大使評審及導師。
葉蘇霖形象健康，熱愛運動，閒時喜歡瑜伽、健身、遠足等等。2019年在澳門開設甜品店，主打無糖無麪粉甜品；2022年離開微辣，除了繼續經營甜品店，亦開班教授瑜伽。2023年7月微辣爆出前經理人劉靜儀自殺及欺凌風波，與她關係一直良好的葉蘇霖未受牽連，更是唯一被廣告商及網民力挺的藝人。

## 選美歷程
葉蘇霖正式成為澳門國際小姐代表後，開始接受澳門選美連盟培訓化妝和弄髮型等技巧。 2016年10月初，葉蘇霖赴日本東京參加2016國際小姐競選，一連三星期和各國佳麗一起進行演講、Catwalk等，其中在民族服裝環節中，葉蘇霖以武則天的形象登場 而獲得全場掌聲。
參選期間，葉蘇霖備受傳媒關注，一度被多個國際權威選美網站評為熱門人選，曾接受日本雜誌訪問 ，惟最終未能獲得名次。

## 加入及離開微辣
受「微辣Manner」創辦人六毫子邀請，葉蘇霖於2017年8月正式加入微辣，開始拍攝一些搞笑小短片。她和「微辣Manner」另一名男藝人霍哥組成幕前情侶組合，備受網友歡迎。
2021年12月，葉蘇霖約滿後離開微辣，主力經營自己的甜品店和教授瑜珈，2023年7月微辣爆出前經理人劉靜儀自殺及欺凌風波，坊間普遍相信葉氏和劉氏關係良好因此所受影響較少。

## 演出

### 電影
- 2016年：《賭城風雲III》（客串）

### 電視節目
- 2018年：《非常完美》- 嘉賓
- 2019年：《娛樂大家》- 第5、6集中的微辣影片
- 2019年：《奔跑吧》- 第12期嘉賓
- 2020年：《飛檳吧！男神》- 第4、5集

## 外部連結
- 葉蘇霖的Facebook專頁
- 葉蘇霖的Facebook个人档案
- 叶蘇霖的Instagram个人档案
- 葉蘇霖的YouTube頻道